# Bhután az 1984. évi nyári olimpiai játékokon
Bhután az egyesült államokbeli Los Angelesben megrendezett 1984. évi nyári olimpiai játékok egyik részt vevő nemzete volt. Az országot az olimpián 1 sportágban 6 sportoló képviselte, akik érmet nem szereztek. Bhután első alkalommal vett részt az olimpiai játékokon.

## Íjászat
| Versenyző           | Versenyszám  | 1. forduló | 1. forduló | 2. forduló | 2. forduló | Összesítés | Összesítés |
| Versenyző           | Versenyszám  | Pont       | Hely.      | Pont       | Hely.      | Pont       | Helyezés   |
| ------------------- | ------------ | ---------- | ---------- | ---------- | ---------- | ---------- | ---------- |
| Thinley Dorji       | Férfi egyéni | 1134       | 53.        | 1164       | 48.        | 2298       | 53.        |
| Nawang-Dash Pelzang | Férfi egyéni | 1118       | 56.        | 1103       | 54.        | 2221       | 55.        |
| Lhendup Tshering    | Férfi egyéni | 1021       | 60.        | 976        | 60.        | 1997       | 60.        |
| Sonam Chuki         | Női egyéni   | 1122       | 42.        | 1072       | 44.        | 2194       | 43.        |
| Rinzi Lham          | Női egyéni   | 1106       | 44.        | 1077       | 43.        | 2183       | 44.        |
| Karma Chhoden       | Női egyéni   | 1048       | 46.        | 1038       | 46.        | 2086       | 46.        |